# Carl Sandquist
Carl Sandquist, född 15 juni 1841 i Harg, död den 16 oktober 1928 i Börstils församling, var en svensk folkskollärare, lantbrukare och politiker.
Carl Sandquist var småskollärare och folkskollärare i bland annat Harg, Alunda, Färila och Väddö innan han 1898 slog sig ner som lantbrukare i Börstils socken. Han var kommunalstämmans ordförande i Väddö landskommun 1895–1898 och satt en kortare period också i landstinget.
Han var riksdagsledamot i andra kammaren för Norra Roslags domsagas valkrets 1897–1911. Till en början betecknade han sig som vilde, men 1898–1899 tillhörde han den liberalt präglade Bondeska diskussionsklubben. När denna år 1900 uppgick i det nybildade Liberala samlingspartiet valde han dock att återgå till att vara vilde 1900–1902. Han anslöt sig 1903 till Lantmannapartiet och kvarstod där till 1907, varefter han betecknad sig som högervilde. I riksdagen engagerade han sig bland annat i skatte- och nykterhetsfrågor samt i frågan om en järnväg mellan Stockholm och Öregrund.